# Generation Rx
Generation Rx è il settimo album in studio del gruppo musicale statunitense Good Charlotte, pubblicato nel 2018.

## Tracce
1. Generation Rx – 2:07
2. Self Help – 3:23
3. Shadowboxer – 3:05
4. Actual Pain – 3:43
5. Prayers – 3:50
6. Cold Song – 3:42
7. Leech (feat. Sam Carter) – 3:20
8. Better Demons – 3:58
9. California (The Way I Say I Love You) – 4:18

## Formazione
- Joel Madden – voce
- Benji Madden – chitarra, voce
- Billy Martin – chitarra
- Paul Thomas – basso
- Dean Butterworth – batteria